# Sten Ziegler
Sten Ziegler (Kopenhagen, 30 mei 1950) is een Deens voormalig voetballer die speelde als middenvelder en regelmatig als libero.

## Clubcarrière
Ziegler begon zijn loopbaan bij het Deense Hvidovre IF. Hij vertrok in de zomer van 1974 naar Roda JC, waarmee hij in het seizoen 1975/1976 de verloren finale (0-1) van de KNVB Beker haalde tegen PSV. Ook speelde hij op woensdag 15 en 29 september 1976 in de Eerste Ronde van het Europacup 2 toernooi de uit-en thuiswedstrijd tegen de Belgische topclub RSC Anderlecht (2-1 en 2-3 verlies).
De middenvelder speelde tot en met juni 1979 voor Roda JC, waarvoor hij in totaal 154 competitiewedstrijden en twee Europacup wedstrijden speelde en 7 keer scoorde, en waar hij aan het einde van het seizoen 1978-1979 afscheid nam met een vijfde plaats in de competitie 1978/79, achter de traditionele 4 topclubs Ajax, Feyenoord, PSV en AZ'67. Halverwege de competitie 1978/79 was Roda JC gedurende de langdurige zeer koude winter zelfs 9 van de 34 wedstrijden zeer verrassend koploper vóór nummer 2 Ajax. Na zijn tijd in Kerkrade keerde Ziegler terug naar zijn oude club Hvidovre IF. Hij speelde daar één jaar op amateurbasis.

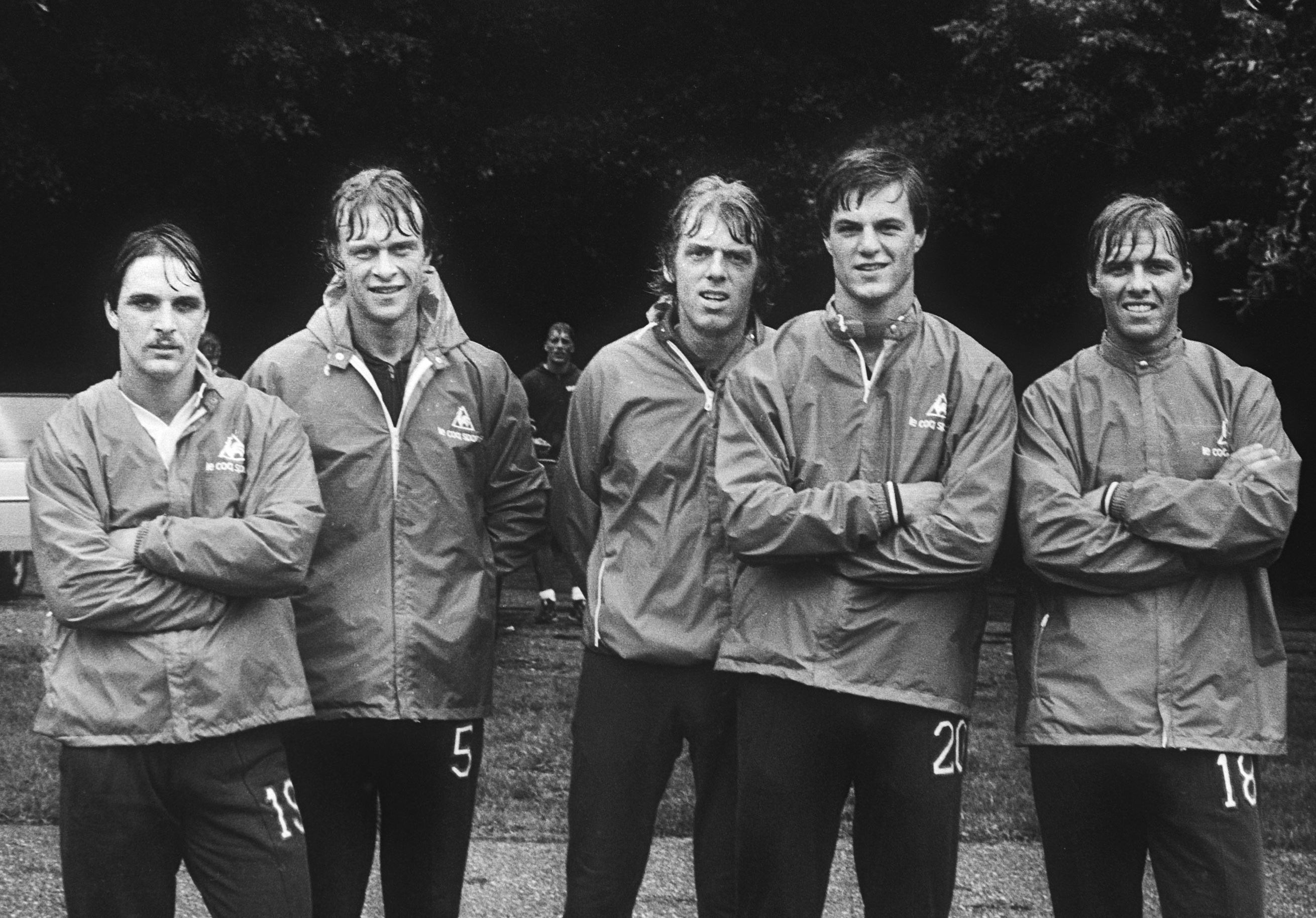
14-7-1980: Ajax-trainer Leo Beenhakker (midden), geflankeerd door zijn aankopen Edo Ophof, Sten Ziegler (beiden links), Hans Galjé en Keje Molenaar (beiden rechts).

Vanaf daar werd hij half 1980 aangetrokken door Ajax-trainer Leo Beenhakker. Hij werd de beoogde vervanger van libero Ruud Krol. Bij Ajax bevond Ziegler zich in het gezelschap van vier andere Deense spelers, te weten Frank Arnesen, Søren Lerby, Henning Jensen vanaf half 1980, en Jesper Olsen vanaf half 1981. Gezamenlijk kwam het vijftal uit voor de Deense nationale ploeg. Na twee jaar Ajax (36 wedstrijden, 1 doelpunt) keerde Ziegler half 1982 terug naar Denemarken waar hij bij zijn oude club Hvidovre IF nog twee jaar speelde en er zijn prof carrière beëindigde.

## Interlandcarrière
In zijn loopbaan speelde Ziegler 25 wedstrijden voor de nationale ploeg. Hij kwam daarin eenmaal tot scoren.